# Aeroportul Melilla
Aeroportul Melilla (în spaniolă Aeropuerto de Melilla, cod IATA: MLN) este situat în localitatea Melilla, la 3 km sud-vest de orașul spaniol Melilla, situat pe coasta Marocului. În 2023, a gestionat 501.069 de pasageri și 10.755 de mișcări de avioane.

## Istorie
Aeroportul a fost inaugurat la 31 iulie 1969 de ministrul aerului, José Lacalle Larraga, pentru a înlocui definitiv Aeroportul Tauima.
Astăzi există zboruri regulate către Aeroportul Melilla din Spania.

## Statistici
|  | Graficele sunt indisponibile din cauza unor probleme tehnice. Mai multe informații se găsesc la Phabricator și la wiki-ul MediaWiki. |

Vezi interogarea Wikidata.
| An                     | Pasagerii | Trafic de avionae | Marfă (tone) |
| ---------------------- | --------- | ----------------- | ------------ |
| 2000                   | 263.751   | 8.916             | 650          |
| 2001                   | 229.806   | 8.707             | 587          |
| 2002                   | 211.966   | 8.013             | 546          |
| 2003                   | 223.437   | 9.017             | 479          |
| 2004                   | 245.102   | 9.098             | 387          |
| 2005                   | 271.589   | 9.296             | 323          |
| 2006                   | 313.543   | 10.696            | 431          |
| 2007                   | 339.244   | 11.146            | 434          |
| 2008                   | 314.643   | 10.959            | 386          |
| 2009                   | 293.695   | 9.245             | 350          |
| 2010                   | 292.608   | 8.935             | 340          |
| 2011                   | 286.701   | 9.119             | 265          |
| 2012                   | 315.850   | 9.922             | 235          |
| 2013                   | 289.551   | 7.893             | 164          |
| 2014                   | 319.603   | 8.873             | 136          |
| 2015                   | 317.806   | 8.409             | 136          |
| 2016                   | 330.116   | 8.535             | 141          |
| 2017                   | 324.366   | 7.956             | 134          |
| 2018                   | 348.121   | 8.085             | 127          |
| 2019                   | 434.660   | 9.768             | 134          |
| 2020                   | 195.636   | 5.158             | 32           |
| 2021                   | 332.446   | 7.828             | 9            |
| 2022                   | 447.450   | 9.772             | 22           |
| 2023                   | 501.069   | 10.755            | 25           |
| Sursă: Aena Statistics |           |                   |              |